# Inge Bödding
Inge Bödding (* 29. März 1947 in Hamburg, geborene Eckhoff) ist eine ehemalige deutsche Leichtathletin, die – für die Bundesrepublik startete.

## Erfolge
Ende der 1960er und Anfang der 1970er Jahre war sie als 400-Meter-Läuferin erfolgreich. Ihr größter Erfolg ist die Bronzemedaille in der 4-mal-400-Meter-Staffel bei den Olympischen Spielen 1972 in München in 3:26,5 min, zusammen mit Anette Rückes, Hildegard Falck und Rita Wilden. Für diesen sportlichen Erfolg wurden sie und ihre Staffel-Kameradinnen am 11. September 1972 mit dem Silbernen Lorbeerblatt ausgezeichnet.
Im Jahr 1971 wurde sie zweifache Deutsche Meisterin über 400 Meter. Auf der Bahn erreichte sie vor Christel Frese und Annette Rückes und in der Halle vor Gisela Ahlemeyer und Gisela Ellenberger das Ziel. Deutsche Vizemeisterin wurde sie 1969 in der Halle hinter Christel Frese und vor Birgit Hefti sowie 1970 auf der Bahn hinter Christel Frese und vor Heidi Gerhard. Hinzu kommt ein dritter Platz bei den Deutschen Hallenmeisterschaften 1972 hinter Christel Frese und Erika Weinstein. Des Weiteren erreichte sie Platzierungen mit der 400-Meter-Staffel bei Europameisterschaften.

## Weitere Erfolge bei Europameisterschaften
- 1969: Platz 3 mit der 4-mal-400-Meter-Staffel (3:32,7 min, unter dem Namen Inge Eckhoff, zusammen mit Christa Czekay, Antje Gleichfeld und Christel Frese)
- 1971: Platz 2 im 400-Meter-Lauf (52,9 s); Platz 2 mit der 4-mal-400-Meter-Staffel (3:33,0 min, zusammen mit Anette Rückes, Christel Frese und Hildegard Falck)

## Sonstiges
Inge Bödding gehörte bis 1969 der LG Niendorf/Lurup an, danach der LG Nord-West Hamburg. In ihrer aktiven Zeit war sie 1,54 m groß und wog 49 kg.